# Георгиевская церковь (Двойновский)
Георгиевская церковь (храм Георгия Победоносца) — православный храм в хуторе Двойновском Области Войска Донского, ныне Волгоградской области.

## История
Ходатайства о разрешении строительства церкви начались в 1892 году, разрешение было выдано 21 мая этого же года. 28 марта 1895 года решение было отклонено из-за отсутствия средств на строительство. 31 января 1896 года было дано разрешение на строительство храма.
Церковь на хуторе была построена в 1901 году на средства прихожан — деревянная, на каменном фундаменте, с такой же колокольней, покрытые листовым железом, вокруг неё была сооружена железная ограда. Престол в храме один — во имя святого Великомученика Георгия. Освящена — 12 ноября 1901 года.
По штату в церкви служили священник, псаломщик и просфорня. Первым священником храма был Ефремов Дмитрий Николаевич. Причт пользовался паевым казачьим наделом земли в количестве 14 десятин. Дома для церковнослужителей были построены на общественной земле и ему принадлежали. Имелась церковная караулка — деревянная, покрытая железом. Расстоянием от Георгиевского храма до консистории — 520 верст, до благочинного — 45 верст, до железнодорожной станции Алексиково — 10 верст. Ближайшие к нему церкви: Троицкая хутора Дуплятского — в 8 верстах, Николаевская хутора Сычева — в 20 верстах, Михайло-Архангельская хутора Алексикова — в 15 верстах и Предтеченская хутора Грачева — в 18 верстах.
Состав прихода: хутора Двойновский, Орловский, Мироновский и Скворцовский. В приходе имелись школы: Двойновская церковно-приходская школа, а также четыре министерские — в хуторах Двойновском, Мироновском, Орловском и Скворцовском.
В советское время церковь была закрыта в 1936 году и разобрана. В настоящее время на хуторе возрожден новый каменный храм Святого великомученика Георгия Победоносца. Местная религиозная организация зарегистрирована в 1999 году. Настоятель — священник Димитрий Алныкин окормляет хутора Верхний Кардаил и Скворцовский, посёлок Комсомольский и село Купава.
В Государственном архиве Волгоградской области имеются документы, относящиеся к этой церкви.